# St. Peter und Paul (Bruck)

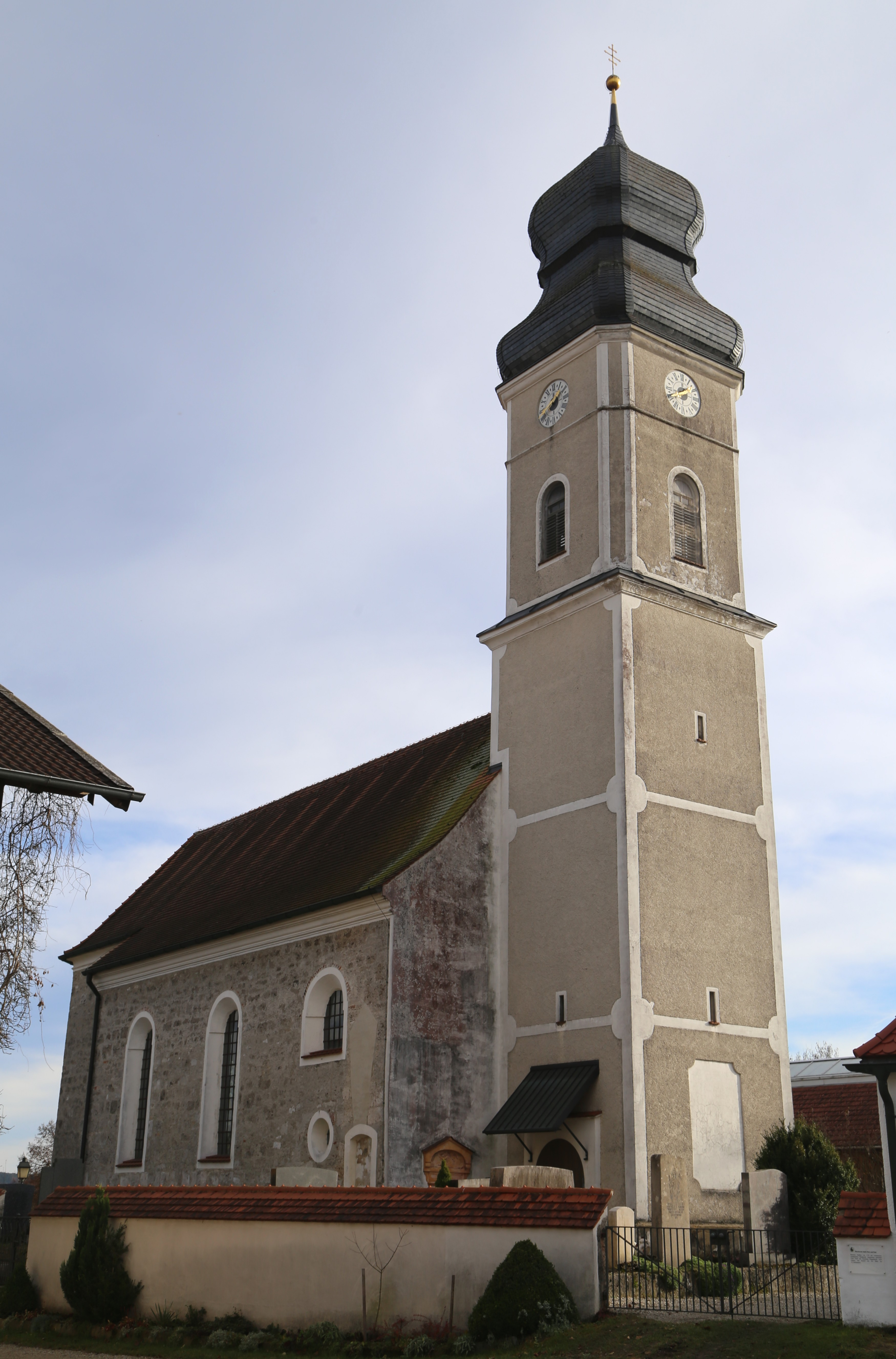
St. Peter und Paul in Bruck

Die römisch-katholische Pfarrkirche St. Peter und Paul steht in Bruck, einer Gemeinde im oberbayerischen Landkreis Ebersberg. Das Bauwerk ist als Baudenkmal unter der Nr. D-1-75-114-3 eingetragen. Die Kirche gehört zum Erzbistum München und Freising.

## Beschreibung

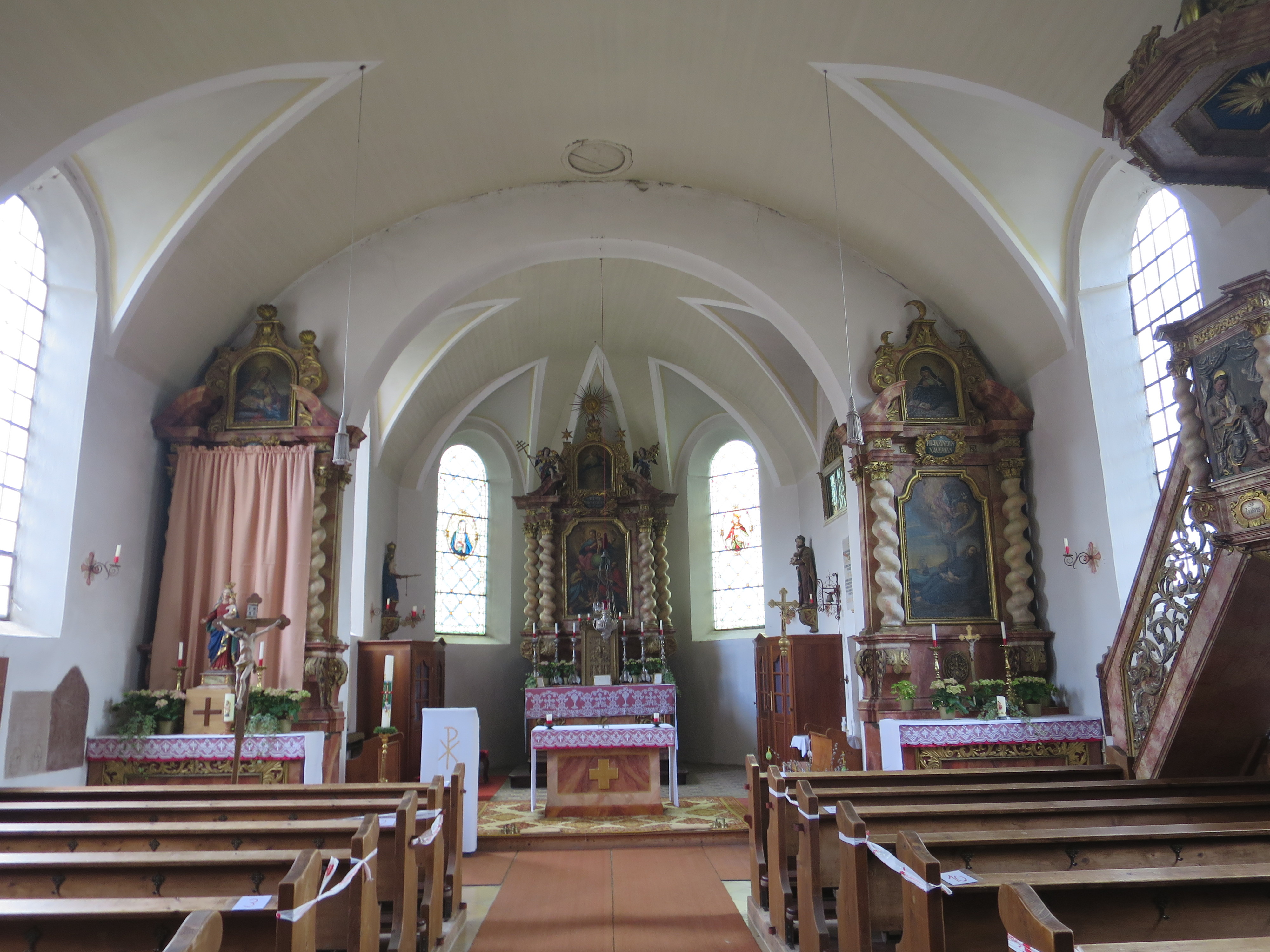
Innenraum

Die Saalkirche wurde 1734 erbaut. Sie besteht aus einem Langhaus, einem eingezogenen, dreiseitig geschlossenen, im Kern spätgotischen Chor im Osten, einer Sakristei an der Südwand des Chors und einem Kirchturm auf quadratischem Grundriss im Westen, der mit einem Geschoss mit abgeschrägten Ecken aufgestockt wurde, das die Turmuhr und den Glockenstuhl mit vier Kirchenglocken beherbergt, und das mit einer Welschen Haube bedeckt wurde. Ein zugemauertes Portal an der Nordwand des Langhauses zeugt von romanischen Bestandteilen des Bauwerks. Die Altäre und die Kanzel wurden in der Mitte des 18. Jahrhunderts errichtet.

## Orgel

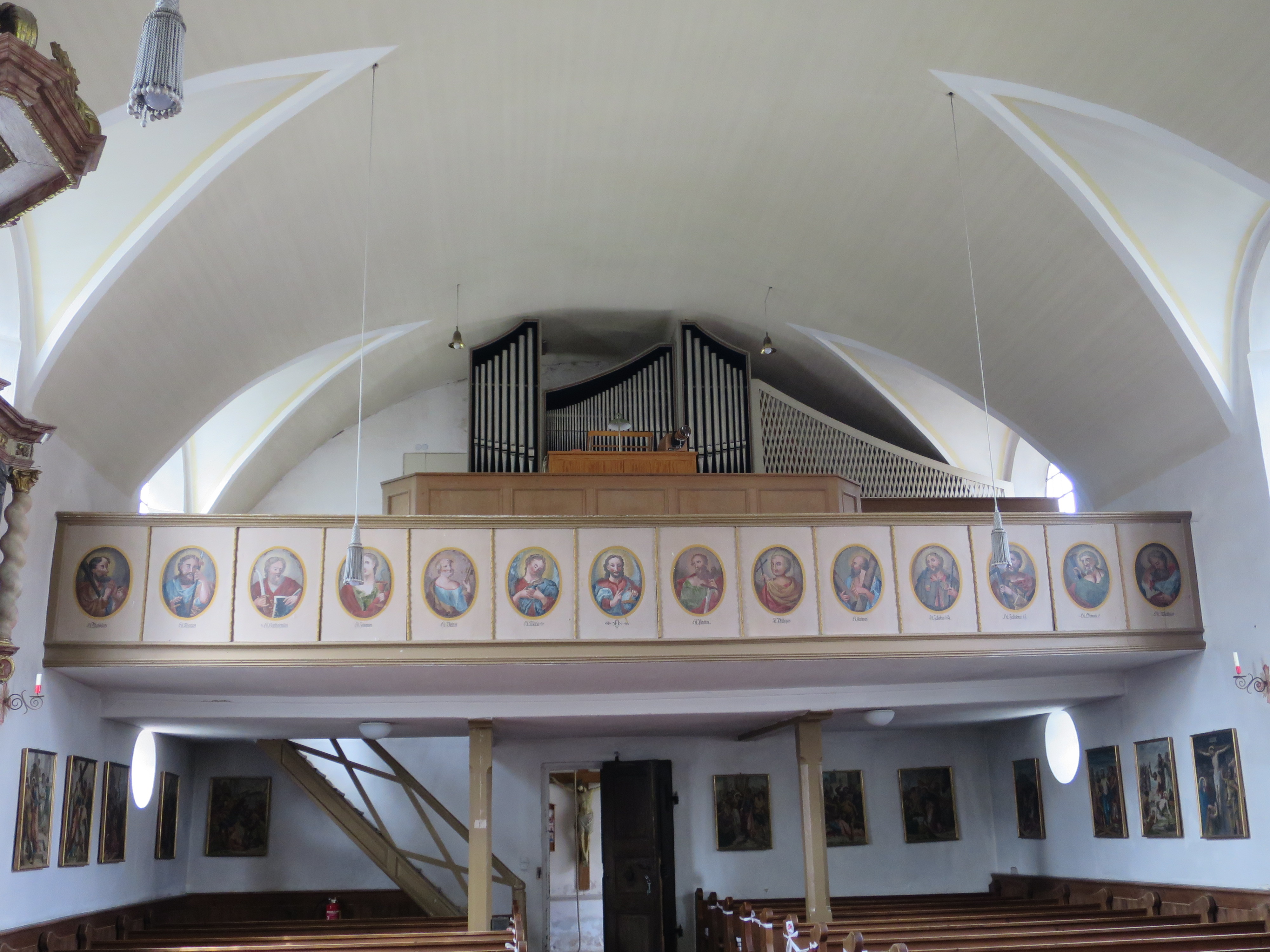
Die Staller-Orgel

Die pneumatische Kegelladen-Orgel mit 10 Registern auf zwei Manualen und Pedal wurde von Anton Staller im Jahr 1960 neu gebaut. Die Disposition lautet:
| I Manual   |    |
| Gedeckt    | 8′ |
| Spitzflöte | 8′ |
| Prinzipal  | 4′ |
| Mixtur III | 2′ |

| II Manual  |       |
| Rohrflöte  | 8′    |
| Holzflöte  | 4′    |
| Principal  | 2′    |
| Larigot II | 1 ⁄3′ |

| Pedal    |     |
| Subbaß   | 16′ |
| Octavbaß | 8′  |

- Koppeln: II/I, I/P, II/P